# ديل مورتنسن

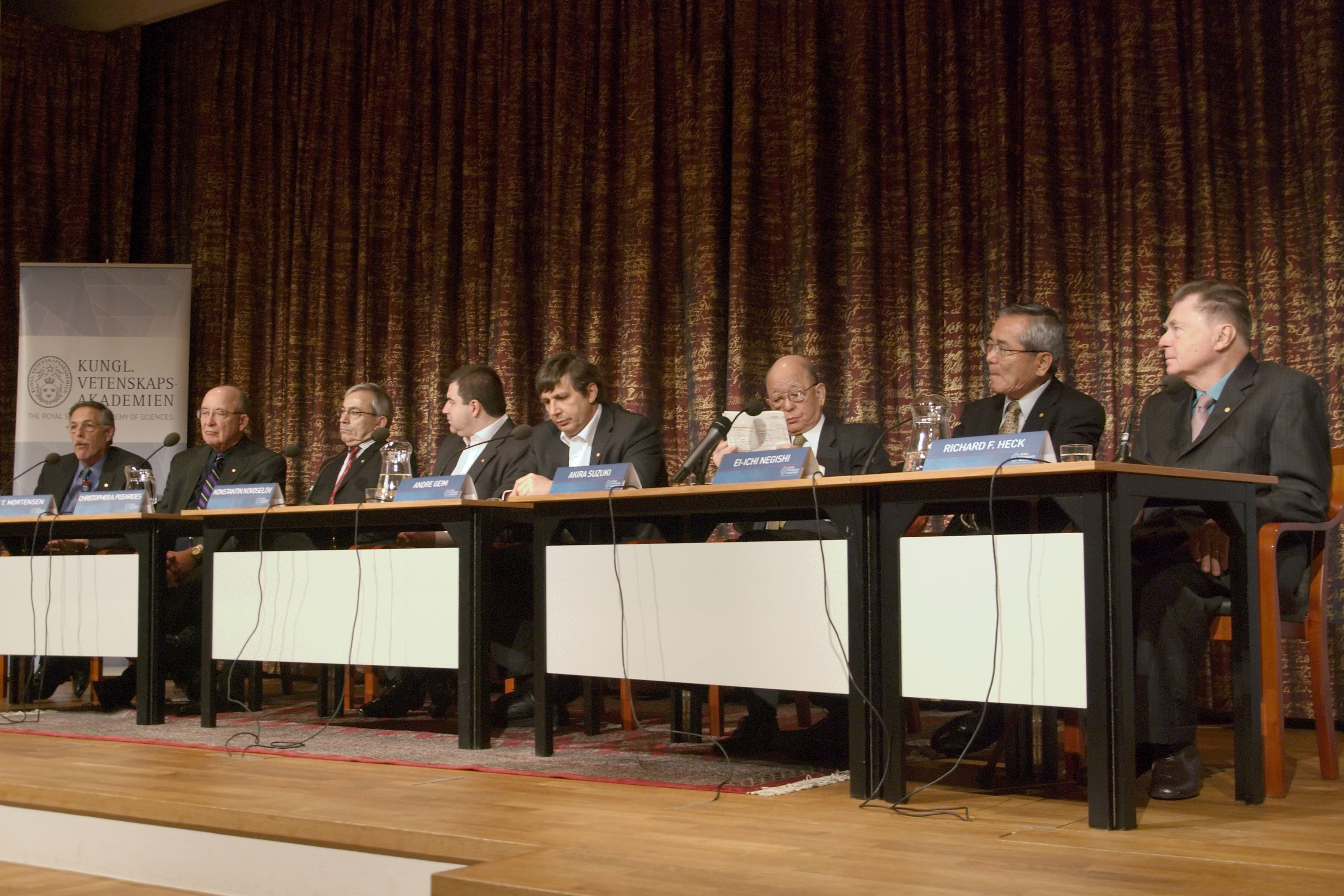
بيتر دياموند ، ديل ت.مورتنسن ، كريستوفر أ.بيساريدس ، كونستانتين نوفوسيلوف ، أندريه جيم ، أكيرا سوزوكي ، إيشي نيغيشي ، وريتشارد هيك ، الحائزون على جائزة نوبل 2010 ، في مؤتمر صحفي في الأكاديمية الملكية السويدية للعلوم في ستوكهولم.

ديل مورتنسن (بالإنجليزية: Dale T. Mortensen)‏ (2 فبراير 1939 -9 يناير 2014)، خبير اقتصادي أمريكي حاصل على جائزة نوبل في العلوم الاقتصادية عام 2010 بمشاركة مع الأمريكي بيتر دايموند والبريطاني من أصل قبرصي كريستوفر بيساريدس وذلك تقديرًا لدورهم في تطوير نظريات تفسر التفاعل بين السياسات الاقتصادية وسوق العمالة.

## روابط خارجية
- ديل مورتنسن على موقع الموسوعة البريطانية (الإنجليزية)
- ديل مورتنسن على موقع مونزينجر (الألمانية)
- ديل مورتنسن على موقع إن إن دي بي (الإنجليزية)